# Verschwiegenheit
Verschwiegenheit umschreibt – weiter gefasst – die Fähigkeit und Fertigkeit, Vertraulichkeit (Geheimhaltung) beispielsweise von Wort und Schrift zu wahren. Verschwiegenheit wird in diesem Sinne umgangssprachlich synonym zum Begriff Diskretion verwendet und gilt als positiv besetzte Verhaltensweise und Charaktereigenschaft.
Verschwiegenheit ist abzugrenzen von einer natürlichen Wortkargheit und „erfordert eine bewußte Selbstbeherrschung“.
Enger gefasst, als Fachbegriff, als sog. Verschwiegenheitspflicht (jur.: Verbot der Offenbarung von Privatgeheimnissen, "Schweigepflicht") ist sie eine Verpflichtung bestimmter Geheimnisträger. Sie begründet sich aus Rechtsnormen (in Deutschland insb. aus dem § 203 StGB), Arbeitsverträgen und Dienstanweisungen sowie für Beamte aus § 37 Abs. 3 Beamtenstatusgesetz.

## Zitate
- Eine der wichtigsten Tugenden im gesellschaftlichen Leben und die wirklich täglich seltener wird, ist die Verschwiegenheit. Man ist heutzutage so äußerst trügerisch in Versprechungen, ja in Beteuerungen und Schwüren, dass man ohne Scheu ein unter dem Siegel des Stillschweigens uns anvertrautes Geheimnis gewissenloserweise ausbreitet. Andre Menschen, die weniger pflichtvergessen, aber höchst leichtsinnig sind, können ihrer Redseligkeit keinen Zaum anlegen. Sie vergessen, dass man sie gebeten hat zu schweigen, und so erzählen sie, aus unverzeihlicher Unvorsichtigkeit, die wichtigsten Geheimnisse ihrer Freunde an öffentlichen Wirtstafeln. ...
Adolph Freiherr von Knigge, Über den Umgang mit Menschen (1788), 41) Über Verschwiegenheit

- Verschwiegenheit ist eine Tugend, Schweigsamkeit kann eine sein, Verschweigen ist keine.
Wolfdietrich Schnurre, Der Schattenfotograf (1978)